# Antonio Lasierra Purroy
Antonio Lasierra Purroy (Tamarite de Litera, 1871-Zaragoza, 1937) fue un ingeniero, financiero y político español.

## Biografía
Nacido el 6 de marzo de 1871 en la localidad oscense de Tamarite de Litera, fue ingeniero y financiero.
Director del Canal Imperial de Aragón.
Presidente de la Caja de Ahorros de Zaragoza.
Presidente de la Real Sociedad Económica Aragonesa de Amigos del País.
Miembro de la Academia de San Luis y de San Fernando.
Diputado provincial en representación del distrito Caspe-Pina.
Del 20 de enero de 1924 al 27 de diciembre de 1928 fue presidente de la Diputación Provincial de Zaragoza.
Tiene una calle dedicada en Zaragoza.
Está enterrado en el cementerio viejo de la Cartuja Baja, el más antiguo de Zaragoza, en el panteón de la Beneficencia, propiedad de la Diputación Provincial de Zaragoza. En dicho panteón comparte espacio con personajes como el doctor Cerrada, el alcalde Caballero o Magdalena Hecho (mano derecha de la madre Rafols) entre otros. Su fallecimiento se produjo en Zaragozael 24 de marzo de 1937.

## Condecoraciones
- Cruz de Isabel la Católica.[2]
- Cruz de Comendador de Alfonso XII.[2]

| Predecesor: Rafael Calvo Blasco | Presidente de la Diputación Provincial de Zaragoza 20 de enero de 1924 - 27 de diciembre de 1928 | Sucesor: Patricio Borobio Díaz |